# Елиът Шрифер
Елиът Шрифер (на английски: Eliot Schrefer) е американски писател на произведения в жанра съвременен роман и детска литература.

## Биография и творчество
Роден е на 25 ноември 1978 г. в Чикаго, Илинойс, САЩ. Баща му е американец, а майка му англичанка. Поради постоянните смени на работата на баща му отраства в Илинойс, Кънектикът, Мериленд, и Флорида. Следва в Харвардския университет, който завършва през 2001 г. с магистърска степен по френска и американска литература.
След дипломирането си работи в продължение на една година като преподавател в училище-интернат в Рим. След завръщането си в Ню Йорк работи в продължение на три години като преподавател по SAT. През 2004 г. започва да пише романи.
Първият му роман „Glamorous Disasters“ (Бляскави бедствия) е публикуван през 2006 г. Той е полуавтобиографичен разказ за млад човек, живеещ в Харлем, който погасява дълга си, докато преподава уроци на деца от семейства на богаташи от пето авеню. Книгата става бестселър и той се посвещава на писателската си кариера.
След още един роман за възрастни, под влияние на писателя и редактор Дейвид Левитан, започва да пише произведения за юноши. През 2009 г. е публикуван романът му „Училище за лоши момичета“, чието действие се развива в училище-интернат за престъпни млади девойки.
Става особено известен с романите си „Endangered“ (Застрашени) и „Threatened“, свързани с опазването на популациите на човекоподобните маймуни в Конго.
Преподава творческо писане в Университета „Феарлей Дикинсън“ в Ню Джърси.
Елиът Шрифер живее в Ню Йорк.

## Произведения

### Самостоятелни романи
- Glamorous Disasters (2006)
- The New Kid (2007)
- The School for Dangerous Girls (2009)
Училище за лоши момичета, изд. „Пан“, София (2012), прев. Мануела Манолова
- The Deadly Sister (2010)

### Серия „Великия квартет на маймуните“ (Great Ape Quartet)
- Endangered (2012) – издаден и като „Heart of Danger“
- Threatened (2014)
- Топчета от стомана (2015)
- Rescued (2016)

### Участие в общи серии с други писатели

#### Серия „Духът на животните“ (Spirit Animals)
- Rise and Fall (2014)
- Fall of the Beasts (2015)
- Immortal Guardians (2015)

от серията има още 7 романа от различни автори